# Live in Hyogo
Live in Hyogo es un álbum en vivo de la banda británica de rock progresivo Asia y fue publicado en 2003 en el Reino Unido por Trademark of Official Quality y en Estados Unidos por la discográfica United States of Distribution. Este disco fue relanzado en 2004 por las mismas compañías discográficas.
Este álbum forma parte de la colección From the Asia Archives, el cual fue grabado durante un concierto que realizó la banda en la ciudad de Kōbe, Hyogo, en Japón en el año de 1990.  En esta presentación estuvieron los miembros originales de la banda (Wetton, Downes y Palmer) a excepción de Steve Howe, el cual fue reemplazado por el guitarrista Pat Thrall.

## Lista de canciones

### Disco uno
| Side one |                         |                                            |          |  |
| N.º      | Título                  | Escritor(es)                               | Duración |  |
| 1.       | «Intro»                 |                                            | 0:56     |  |
| 2.       | «Wildest Dreams»        | John Wetton / Geoff Downes                 | 5:16     |  |
| 3.       | «Sole Survivor»         | Wetton / Downes                            | 6:09     |  |
| 4.       | «Don't Cry»             | Wetton / Downes                            | 4:54     |  |
| 5.       | «Voice of America»      | Wetton / Downes                            | 5:11     |  |
| 6.       | «Solo Geoff»            | Geoff Downes                               | 2:14     |  |
| 7.       | «Majesty»               | Geoff Downes                               | 2:35     |  |
| 8.       | «Time Again»            | Wetton / Downes / Carl Palmer / Steve Howe | 5:06     |  |
| 9.       | «Praying for a Miracle» | Wetton / Downes                            | 3:56     |  |
| 10.      | «Only Time Will Tell»   | Wetton / Downes                            | 5:03     |  |
| 11.      | «Rendezvous 602»        | Wetton / Downes                            | 3:26     |  |

### Disco dos
| Side one |                                          |                                                             |          |  |
| N.º      | Título                                   | Escritor(es)                                                | Duración |  |
| 1.       | «Book of Saturday»                       | Wetton / Palmer / Bill Bruford / Robert Fripp / David Cross | 4:07     |  |
| 2.       | «Days Like These»                        | Steve Jones                                                 | 3:59     |  |
| 3.       | «The Heat Goes On» (con solo de batería) | Wetton / Downes                                             | 10:45    |  |
| 4.       | «Go»                                     | Wetton / Downes                                             | 6:05     |  |
| 5.       | «Heat of the Moment»                     | Wetton / Downes                                             | 7:25     |  |
| 6.       | «Open Your Eyes»                         | Wetton / Downes                                             | 7:43     |  |

## Formación
- John Wetton — voz principal y bajo
- Geoff Downes — teclados y coros
- Carl Palmer — batería
- Pat Thrall — guitarra